# Tepetlaco
Tepetlaco är en ort i Mexiko.   Den ligger i kommunen Ixhuatlán de Madero och delstaten Veracruz, i den sydöstra delen av landet, 190 km nordost om huvudstaden Mexico City. Tepetlaco ligger 271 meter över havet och antalet invånare är 161.
Terrängen runt Tepetlaco är kuperad. Runt Tepetlaco är det ganska tätbefolkat, med 96 invånare per kvadratkilometer. Närmaste större samhälle är Xochiatipan de Castillo, 19,9 km väster om Tepetlaco. Trakten runt Tepetlaco består till största delen av jordbruksmark.